# Marino da Fregeno
Marino da Fregeno, Marinus von Fregeno (ur. ?, zm. 7 lipca 1482 w Rzymie) – włoski duchowny rzymskokatolicki, biskup kamieński.

## Biografia
Pochodził z Cerreto di Spoleto w Umbrii. 26 marca 1457 został mianowany przez Kaliksta III papieskim posłem i kolektorem (nuntius et collector) w Szwecji, Norwegii, na Litwie, w prowincjach kościelnych Magdeburga i Lwowa oraz w diecezjach Bamberg i Münster. Uzyskał mandaty do prowadzenia swojej misji od królów Polski i Danii oraz elektora Saksonii. Udzielał odpustów za wsparcie krucjaty przeciwko Turkom. Kilkakrotnie popadał w konflikty z władcami, głównie z elektorem Saksonii, przez którego był nawet aresztowany.
5 lipca 1459 kolejny papież - Pius II polecił mu kontynuowanie misji w Szwecji, Norwegii, na Litwie oraz w prowincji lwowskiej. 31 grudnia 1471 papież Sykstus IV ponownie powierzył mu misję kolektora w Danii, Norwegii i w części Niemiec. Pełnił również misje dyplomatyczne.
16 listopada 1478 papież Sykstus IV prekonizował go biskupem kamieńskim. 21 marca 1479 w kościele San Giacomo degli Spagnoli w Rzymie przyjął sakrę biskupią z rąk biskupa Capodistrii Šimuna Vosića. Współkonsekratorami byli biskup sambijski Jan Rehwinkel OT oraz biskup santoryński Agostino.
Ingres odbył 7 maja 1480. Porozumiał się księciem szczecińskim Bogusławem X oraz z Ludwikiem von Ebersteinem, który został wybrany biskupem kamieńskim przez kapitułę jeszcze w 1469 (wyboru tego nie zatwierdził papież), czym zakończył trwający kilka lat konflikt. Biskup wszedł jednak w konflikt z większością duchowieństwa po obłożeniu duchownych wysokim subsidium charitativum. Pomiędzy biskupem a jego duchowieństwem istniał również dystans z powodu obcej narodowości włoskiego purpurata oraz z powodu bariery językowej. W sierpniu 1481 bp Fregeno wyjechał do Rzymu szukając poparcia u papieża. Tam zmarł 7 lipca 1482, być może stając się ofiarą szalającej wówczas w Wiecznym Mieście epidemii.